# شهاب الزغلامي
شهاب الزغلامي (بالإنجليزية: Chihab Zoghlami)‏ (مواليد 19 ديسمبر 1991 في تونس لاعب كرة قدم تونسي يجيد اللعب في خط الهجوم يلعب حالياً في الملعب التونسي.

## روابط خارجية
- شهاب الزغلامي على موقع قاعدة بيانات كرة القدم.إي يو (الإنجليزية)
- شهاب الزغلامي على موقع Soccerway.com (الإنجليزية)
- شهاب الزغلامي على موقع كووورة